# Ryan Tappin
Ray A Tappin (sinh ngày 1 tháng 1 năm 1986) là 1 vận động viên cricket người Bahamas. Tappin là 1 right-handed batsman và ném kiểu right-arm off break và hiện tại đang chơi cho đội tuyển quốc gia Bahamas.
Tappin chơi trận Twenty20 đầu tiên khi đối đầu với Jamaica ở vòng đấu đầu tiên của giải 2008 Stanford 20/20.  Tappin ghi được 25 runs và không vị loại. Anh đã có 1/22 cùng với wicket của Wavell Hinds.
Tappin đã tham dự giải 2008 ICC World Cricket League Division Five cùng với giải 2010 ICC Americas Championship Division 2.  Tappin cùng với đội thi đấu giải 2010 ICC Americas Championship Division 1.

## Liên kết khác
- Ray Tappin at Cricinfo
- Ray Tappin at CricketArchive